# Avangard Omszk
Az Avangard Omszk (oroszul: Авангард Омск) egy orosz jégkorongcsapat Omszkból. A klubot 1950-ben alapították, és 2008-tól, a liga megalapításától kezdve a Kontinentális Jégkorong Ligában játszik. A csapat a G-Drive Arenában játszik, a bajnokságon belül pedig a keleti főcsoport Csernisov divíziójában.

## Története
A csapatot 1950-ben alapították Szpartak Omszk néven.

### Korábban használt nevek
1950–1962: Szpartak Omszk
1962–1967: Aeroflot Omszk
1967–1972: Kaucsuk Omszk
1972–1974: Himik Omszk
1974–1981: Sinnik Omszk
1981–napjainkig: Avangard Omszk

## Helyezések
A csapat a KHL döntőjében három alkalommal szerepelt, a legnagyobb eredménye, amikor 2021-ben elnyerte a Gagarin-kupát a CSZKA Moszkvát 4-2-es összesítésben legyőzve.